# Biketrial Unió Espanyola
La Biketrial Unió Espanyola (en castellà: Biketrial Unión Española, BUE), coneguda també com a Unió Espanyola de Biketrial, és l'òrgan rector de l'esport del biketrial a l'estat espanyol. Fundada el 1991, té la seu a Torredembarra, Tarragonès i està presidida des de gener del 2012 per Rafael de la Torre.

## Història
Abans i tot de a la formalització de la BIU (1992), Pere Pi i Enric Rubio crearen a Catalunya la BikeTrial Unió Espanyola, legalitzada amb aquest nom el 1991 a la Direcció General de l'Esport de la Generalitat de Catalunya, comptant amb l'assessorament de l'aleshores Secretari General de l'Esport, Josep Lluís Vilaseca. Actualment, el biketrial és un esport reconegut i legalitzat dins la Direcció General catalana, la qual coordina tota l'activitat d'aquest esport al conjunt de l'estat.
La BUE fou la primera, juntament amb la BIU, a incloure la limitació de 2 minuts de temps per a completar les zones al nou reglament tècnic, una innovació aleshores inaudita que ha reeixit fins al punt que actualment s'aplica també al trial motociclista.

## Composició
El primer president de la BUE fou Enric Rubio i el primer Secretari General, Rafa de la Torre. El successor de Rubio fou l'anoienc Màrius Mollà (pare del Campió del Món Armand Mollà) i aquest fou substituït el 2012 per De la Torre.

### Presidents
| Ordre | Nom                | Presidència |
| ----- | ------------------ | ----------- |
| 1.    | Enric Rubio        | 1992-2005   |
| 2.    | Màrius Mollà       | 2006-2011   |
| 3.    | Rafael de la Torre | 2012-       |

### Junta Directiva
La primera Junta Directiva de la BUE, al moment de la seva fundació el 1991, fou aquesta:
| Càrrec                                 | Ocupant                                                                                          |
| -------------------------------------- | ------------------------------------------------------------------------------------------------ |
| President                              | Enric Rubio                                                                                      |
| Vicepresident                          | Casimir Verdaguer                                                                                |
| Secretari                              | Rafael de la Torre                                                                               |
| Tresorer                               | Maria Carme Cererols                                                                             |
| Vocals                                 | - Magi Marimón - Mariano López - Pere Pi                                                         |
| Delegats Nacionals als Països Catalans | - Catalunya: Rafael de la Torre - Illes Balears: Bartolomé Rico - País Valencià: Amador Fabregat |

La Junta Directiva de la segona etapa de la BUE, un cop Mollà en fou elegit president el 2006, fou aquesta:
| Càrrec        | Ocupant                               |
| ------------- | ------------------------------------- |
| President     | Màrius Mollà                          |
| Vicepresident | Raimon Arjona                         |
| Secretari     | Rafael de la Torre                    |
| Tresorer      | Montserrat Benet                      |
| Vocals        | - Joan Roig Ribot - Josep Maria Ariño |

## Competicions
La BUE té com a objectiu la promoció i desenvolupament del Biketrial a l'estat espanyol, i amb aquesta finalitat organitza els campionats territorials de diverses comunitats autònomes, així com el Campionat d'Espanya de biketrial, la màxima competició a nivell estatal.
Fins a la creació de la BAC el 2009, la BUE organitzava també el Campionat dels Països Catalans de biketrial i el de Catalunya, competicions que ara organitza la nova entitat catalana.